# Vicariato
In ambito ecclesiastico, il termine vicariato designa in generale l'ufficio e la giurisdizione di un ecclesiastico con funzioni vicarie rispetto ad un ordinario oppure di rappresentante del Sommo Pontefice.
Per vicariato foràneo (anche decanato o, nelle Chiese di rito orientale, protopresbiterato) la Chiesa cattolica intende le suddivisioni territoriali interne alla diocesi.
Il termine "vicariato" è usato anche per indicare ciascuno dei due territori della diocesi di Roma affidati dal papa a un vescovo suo collaboratore, generalmente un cardinale, per guidare la pastorale diocesana in sua vece: il vicario generale per la diocesi di Roma e il vicario generale per la Città del Vaticano.
Altri usi del termine "vicariato" comportano sempre l'aggiunta di una qualificazione: vicariato apostolico, vicariato per la vita consacrata.

## I vicariati foranei
Ognuno dei distretti in cui è suddivisa la diocesi comprende un certo numero di parrocchie ed è usualmente sottoposto al governo pastorale di un sacerdote vicario del vescovo (quindi un presbitero o un vescovo), che, a seconda dei casi e delle attribuzioni, è un vicario foraneo, vicario urbano, decano o vicario episcopale.
Per questioni di gerarchia cattolica, i vicari foranei non possono essere dei diaconi in quanto coordinano l'attività pastorale dei parroci-presbiteri, gerarchicamente superiori a questi ultimi. 
Nelle singole diocesi in luogo dell'espressione vicariato o vicariato foraneo si usano termini diversi, come vicaria, forania, diaconia, decanato, decania e prefettura, i quali sono sostanzialmente equivalenti, salvo particolarità stabilite dal diritto proprio della diocesi codificato dalle disposizioni dei sinodi diocesani. Così a Napoli si parla di decanati (ma in quasi tutte le diocesi suffraganee di quella partenopea di foranie), ad Arezzo-Cortona-Sansepolcro di vicariati, a Udine di foranie, ad Asti di vicarìe. A Parma i distretti sono chiamati zone pastorali, espressione che normalmente indica i raggruppamenti di più vicariati.
Talvolta si conserva l'uso di un termine tradizionale nel passaggio di un distretto da una diocesi all'altra: la diocesi di Belluno-Feltre, ad esempio, chiama i propri distretti foranie, salvo i decanati di Cortina d'Ampezzo e Pieve di Livinallongo, staccati nel 1964 della diocesi di Bressanone, nella quale è consuetudine parlare di decanati.

### Storia
Almeno per quanto riguarda l'Italia settentrionale, la suddivisione delle diocesi in vicariati, in luogo delle antiche e decadute suddivisioni plebane, avviene poco dopo la fine del Concilio di Trento (1545-1563). Si trattava di vigilare sull'osservanza delle disposizioni del Concilio e sulla condotta morale del clero, nonché sull'obbligo della residenza, della predicazione, della catechesi e della cura degli infermi.
Nella provincia ecclesiastica di Milano, che allora si estendeva a quasi tutta l'Italia settentrionale, con l'espressione vicario foraneo venne indicato il sacerdote collaboratore del vescovo fuori delle città (il termine foràneo, infatti, deriva dal latino tardo foraneus, a sua volta derivato di foris, foras «fuori»). I vicariati vennero istituiti in seguito al concilio provinciale primo di Milano (1565). Nelle diocesi lombarde, in generale, la struttura vicariale risulta consolidata tra la fine del XVI e l'inizio del XVII secolo.
Il citato concilio provinciale definì i compiti del vicario foraneo: i principali erano la convocazione delle congregazioni del clero (raduni periodici di solito mensili) e la visita vicariale periodica (di solito annuale) alle parrocchie della sua giurisdizione. I vicari foranei redigevano per il vescovo delle relazioni contenenti i resoconti delle congregazioni e delle visite vicariali da loro effettuate. Queste relazioni venivano fornite in occasione dei sinodi o delle congregazioni diocesane dei vicariati foranei.
Con il passare del tempo il titolo di vicario foraneo fu conferito anche come onorificenza, come già quello di prevosto e di arciprete. Così alcune località e alcuni sacerdoti furono sottratti alla giurisdizione del vicario foraneo locale e dichiarati dal vescovo rispettivamente "vicari foranei in luogo" (in loco) e "vicari foranei in luogo alla persona" (in loco ad personam).
Le funzioni del vicario foraneo furono successivamente aggiornate dai successivi concili provinciali e dai sinodi tenuti posteriormente dalle singole diocesi.

### Funzioni
A livello di tutta la Chiesa latina, le funzioni del vicario foraneo vennero specificate nel Codice di diritto canonico del 1917. Esso attribuiva al vicario foraneo, in qualità di vicario del vescovo in periferia, i compiti di promuovere la vita liturgica, pastorale e la perfetta amministrazione nel territorio di sua competenza (CIC 1917, can. 445-450).
Dopo il Concilio Vaticano II (1962-1965) con le trasformazioni prodotte dalla pastorale moderna, il vicariato foraneo conserva la sua attualità "affinché la cura d'anime abbia la dovuta unità e sia resa più efficace” (decreto 28 ottobre 1965, § 30). Così il motu proprio 6 agosto 1966, I, § 19, e il nuovo Codice di diritto canonico del 1983, can. 553-555, stabiliscono che il vicario foraneo, non necessariamente legato ad una sede parrocchiale, è nominato per un tempo determinato dal vescovo.
I principali compiti del vicario foraneo, oltre le facoltà che gli sono attribuite a livello locale, sono stabilite dal canone 555:
- promuovere e coordinare l'attività pastorale comune nell'ambito del vicariato;
- avere cura che i chierici del proprio distretto conducano una vita consona al loro stato e adempiano diligentemente i loro doveri, in particolare prendersi cura dei parroci ammalati e provvedere ai suffragi di quelli defunti;
- provvedere che le funzioni sacre siano celebrate secondo le disposizioni della sacra liturgia, che si curi il decoro e la pulizia delle chiese e della suppellettile sacra;
- curare l'accurata redazione dei libri parrocchiali e che siano custoditi nel debito modo;
- provvedere che i beni ecclesiastici siano amministrati diligentemente;
- provvedere che la casa parrocchiale sia conservata con la debita cura;
- visitare le parrocchie del suo distretto.

Il motu proprio Ecclesiae Sanctae menziona i vicari foranei tra i collaboratori più prossimi del vescovo diocesano.
Il vicario foraneo vigila, visita e anima, ma la pastorale resta eminentemente parrocchiale.

## Altre suddivisioni delle diocesi
Più parrocchie di uno stesso vicariato possono essere raggruppate in unità pastorali guidate da un sacerdote detto moderatore.
Una diocesi molto estesa come l'arcidiocesi di Torino ha abbandonato la divisione tradizionale in vicariati a favore delle unità pastorali, queste ultime sono raggruppate in distretti pastorali, ciascuno dei quali è affidato ad un vicario episcopale. Lo stesso avviene per la diocesi di Novara, dove più unità pastorali (dette in questa diocesi "unità pastorali missionarie") sono raggruppate in vicariati, ciascuno dei quali è affidato ad un vicario episcopale.
Dal 2012 le parrocchie della diocesi di Parma non sono più ripartite in decanati; attualmente la diocesi adotta una divisione in 56 "nuove parrocchie".
Dal 2019 la diocesi di Piacenza-Bobbio è suddivisa in vicariati che a loro volta sono articolati in "comunità pastorali": gruppi di parrocchie affidate ad un presbitero moderatore.

## I vicariati della diocesi di Roma
Spesso ci si riferisce impropriamente alla diocesi di Roma come a un vicariato. Ciò è dovuto al fatto che il titolare della diocesi, cioè il papa (vescovo di Roma), ricorre nell'amministrazione a due vicari generali: uno per la parte vaticana del territorio (vicariato della Città del Vaticano) e uno per la parte italiana (vicariato di Roma), molto più estesa e alla quale fa riferimento la stragrande maggioranza dei fedeli diocesani. Dal punto di vista organizzativo le parrocchie del Vicariato di Roma sono raggruppate in prefetture, corrispondenti ai vicariati foranei.